# رابطة المرأة الوفية الوطنية
رابطة النساء الوفيات الوطنية، أو كما تعرف أيضًا برابطة المرأة الوفية الوطنية، تأسست في 14 مايو 1863، للدعوة إلى تعديل دستور الولايات المتحدة من أجل إلغاء العبودية. تولت إليزابيث كادي ستانتون رئاسة الرابطة، وكانت سوزان برونيل أنتوني أمينتها. جمعت الرابطة في أكبر حملة لتقديم الالتماسات في تاريخ الأمة حتى ذلك الوقت، ما يقرب من 400000 توقيع طلبًا لإلغاء العبودية وقدمتها إلى الكونغرس. ساعدت حملة الالتماسات بشكل كبير في إقرار التعديل الثالث عشر، الذي أنهى العبودية في الولايات المتحدة. حُلت الرابطة في أغسطس 1864 بعد أن بدت الموافقة على التعديل واضحة.
عُدّت الرابطة أول منظمة سياسية نسائية وطنية في الولايات المتحدة، واستمرارية للتحول في نشاط المرأة من الإقناع الأخلاقي إلى العمل السياسي، ومن الحركة النسائية التي افتقرت إلى التنظيم الدقيق إلى حركة أكثر تنظيمًا رسميًا. كما ساهمت في تطوير جيل جديد من القياديين والناشطين للحركة النسائية.

## لمحة تاريخية

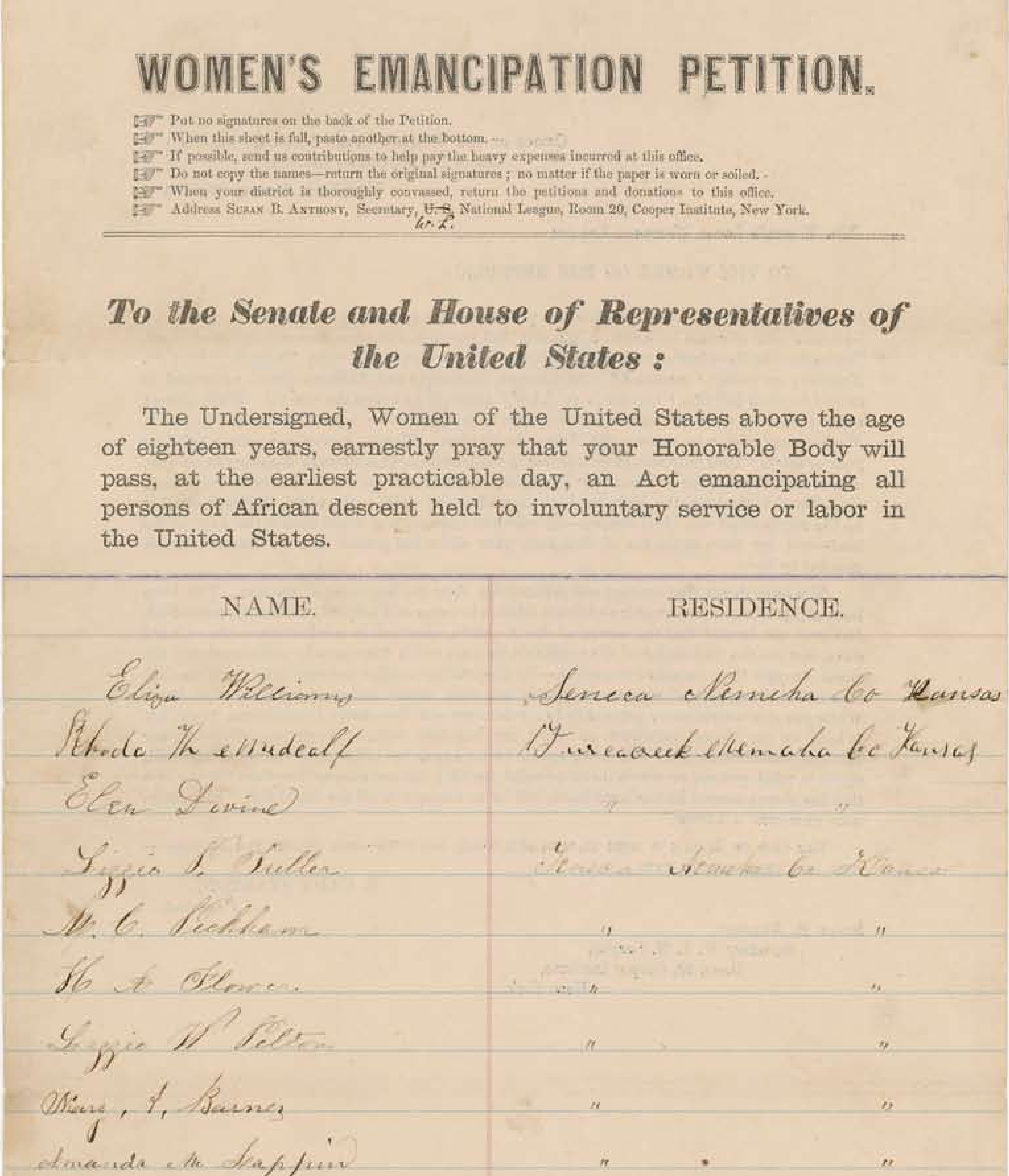
التماس الرابطة الوطنية الموالية للمرأة

تأسست رابطة المرأة الوفية الوطنية في 14 مايو 1863 في مدينة نيويورك، لتنظيم الدعم سعيًا لتعديل دستور الولايات المتحدة الذي من شأنه أن يلغي العبودية. كانت البلاد في خضم الحرب الأهلية الأمريكية آنذاك، وكانت العبودية قضية رئيسية.
نظمت إليزابيث كادي ستانتون وسوزان برونيل أنتوني المؤتمر التأسيسي للرابطة. عُرفت ستانتون وأنتوني بنضالهما من أجل حقوق المرأة، لكن قادة الحركة النسائية اقترحوا تعليق هذا النشاط خلال الحرب الأهلية والتركيز بدلًا من ذلك على مناهضة العبودية. لم يشكل النشاط في مجال الإبطالية شيئًا جديدًا على أنتوني التي عملت سابقًا ممثلةً للجمعية الأمريكية لمناهضة العبودية، وكذلك الأمر بالنسبة لستانتون التي عمل زوجها في نفس المنظمة.
أشار اسم الرابطة إلى توافقها مع الجهود المبذولة لتشجيع الولاء للاتحاد خلال الحرب الأهلية من خلال إنشاء منظمات تسمى رابطات الاتحاد أو الرابطات الوفية. أدى إعلان تحرير العبيد- الذي حرر العبيد في الدول التي عاشت حالة من التمرد فقط دونًا عن أماكن أخرى- في بعض الحالات إلى انخراط المؤيدين لإلغاء العبودية وخصومهم في هذه الحركة بطرق مختلفة.
استوعب المحافظون في ولاية نيويورك أولئك الذين اعتقدوا أن إعلان تحرير العبيد غير دستوري، وشكلوا منظمة تسمى الرابطة الوفية لمواطني الاتحاد بهدف مصاغ بعناية تمثّل في دعم «الحكومة في جميع جهودها الدستورية لقمع التمرد». شكلت مجموعة من المؤيدين للإبطالية- ضمت هنري بي ستانتون، زوج إليزابيث كادي ستانتون- منظمة منافسة تسمى الرابطة الوطنية الوفية، والتي دعمت تحرير العبيد في جميع الولايات. أسست إليزابيث كادي ستانتون وسوزان برونيل أنتوني منظمة تشبه الرابطة الوطنية الوفية من حيث الاسم والأهداف ولكن من منظور نسوي، بتشجيع من زملائهما وأقاربهما الذكور المناصرين للإبطاليّة، ثم وضعتا الأساس للمنظمة الجديدة من خلال نشر «نداء إلى نساء الجمهورية» في صحيفة نيويورك تريبيون، التي عُدت من الصحف المؤثرة التي عارضت العبودية، ونشرت مادة احتوت على مناشدة ودعوة إلى المؤتمر. افتتحت أنتوني المؤتمر ورشحت الناشطة البارزة في مجال حقوق المرأة لوسي ستون، كرئيسة للاجتماع، ثم ألقت كلمتها الافتتاحية. حضر المؤتمر شخصيات معروفة في الحركة النسائية مثل مارثا كوفين رايت، وآمي بوست، وأنطوانيت براون بلاكويل، وإرنستين روز، وأنجلينا غريمكي ويلد.
قدمت أنتوني عدة قرارات بخطاب قصير بدأ كالتالي: «هناك خوف كبير تجلى في جميع الأصعدة خشية أن تكون هذه حربًا من أجل الزنوج، وأنا على استعداد لذلك. تلك الحرب التي اشتعلت لتأسيس إمبراطورية على حساب العبودية، عارٌ علينا إن لم نجعلها حربًا لكسب حرية الزنوج. كان الأحرى بدلًا من قمع سبب الحرب الحقيقي، أن تُعلن من قبل الرئيس والكونغرس ومجلس الوزراء وكل قائد عسكري، لا من قبل الشعب فقط».
جاء في أحد القرارات التي قدمتها: «لا يمكن أن يتحقق سلام حقيقي في هذه الجمهورية حتى تُصاغ الحقوق المدنية والسياسية لجميع المواطنين من أصل أفريقي ولجميع النساء عمليًا». عارض بعض الحضور القرار لأنه قدم قضية حقوق المرأة، التي اعتقدوا أنها مثيرة للانقسام وليست ذات صلة بأهداف المنظمة، لكنه اعتُمد بأغلبية كبيرة في النهاية.
انتُخبت ستانتون رئيسةً للرابطة وأنتوني أمينة لها، ويقع مكتب الرابطة في كوبر يونيون في مدينة نيويورك.
أطلقت الرابطة حملة كبيرة بفضل العلاقات التي طورتها كل من ستانتون وأنتوتي خلال عملهما السابق في الحركات النسائية وحركات الإبطالية، وجمعت حوالي 400000 توقيع يدعو الكونغرس الأمريكي للموافقة على تعديل من شأنه إلغاء العبودية. كانت أكبر حملة التماس في تاريخ الأمة حتى ذلك الوقت، إذ وقّع على هذا الالتماس واحد من كل أربعة وعشرين بالغًا في الولايات الشمالية، وكانت أنتوني المنظم الرئيسي لهذه الفعالية، التي شارك فيها ألفي جامع عرائض.
قدم السناتور الأمريكي تشارلز سومنر، الحليف المقرب للرابطة في الكونغرس، أسماء أول مئة ألف من مقدمي الالتماس إلى الكونغرس بطريقة مسرحية، إذ حمل رجلان من السود العرائض، التي لصقت بعضها ببعض لتشكل لفة كبيرة افترشت مجلس الشيوخ. قدم بعد ذلك عرضًا من دفعات كبيرة من العرائض الإضافية عند وصوله.
جمعت حملة العرائض تمويلها جزئيًا من تبرعات الموقعين أنفسهم ومن المانحين الآخرين، كما جمعت الرابطة الأموال عن طريق بيع شارات تحمل عبارة «في التحرر وحدة وطنية» وصورة عبد يكسر أغلاله. دفع صندوق هوفي الذي تأسس بعد وصية من مؤيد للإبطاليّة وحقوق المرأة راتب أنتوني وقدره 12 دولارًا في الأسبوع. اكتفت أنتوني- التي لم تمتلك مصدر دخل آخر- براتبها بالانتقال للعيش مع ستانتون، إذ كانت حالته المادية جيدة.
وظفت الرابطة أيضًا كاتبة مكتب وعميلتين ميدانيتين، هانا تريسي كاتلر وجوزفين سوفيا غريفينغ، إذ كانتا ناشطتين في الإبطاليّة وحقوق المرأة.
عقدت الرابطة مؤتمرها الوطني الثاني في مدينة نيويورك في 12 مايو 1864. جاء في أحد القرارات التي تُبنّت في الاجتماع دعوة إلى تمتع الرجال السود بحقوق التصويت وأيضًا الحق في الالتحاق كجنود وبحارة والتوظيف كعمال بأجر مساوٍ لأجر البيض، وطالب آخر بأن تحصل النساء في مجال الطب على أجر مساوٍ لأجر الرجال الذين يؤدون نفس العمل.
أُلغيت العبودية في الولايات المتحدة في عام 1865 بموجب التعديل الثالث عشر لدستور الولايات المتحدة. قررت الرابطة بعد وضوح الموافقة على التعديل، أن عملها انتهى وأغلقت مكتبها في أغسطس 1864.